# Кедах
Кедах, Кедаг (малай. Kedah Darul Aman) — штат в Західній Малайзії, північно-західній частині півострова Малакка він знаходиться між Песлісом на півночі і Пераком. Площа 9,425 тис. км². Населення 1,5 млн осіб. Адміністративний центр — Алор-Стар. Основа економіки — вирощування рису і вирощування каучуконосів, а також кокосової пальми, тропічних фруктів. Прибережне риболовство (пузанок, макрель). Видобуток олов'яної руди; підприємства з первинної переробки каучуку, очищення рису і ін.
В основному аграрний штат, Кедах вирізняється мальовничими сільськими ландшафтами, кольорові відтінки яких можуть змінюватися залежно від фази циклу розведення рису. Найяскравіша зелень виграє на полях, коли рис починає сходити. Потім, під час жнив, на заміну приходять золотаво-жовті відтінки і, насамкінець, коричневий колір землі, коли зібрано урожай.
Ці гористі поля мають багато таємниць. Колись Кедах був колискою древньої цивілізації.
Алор Стар (Alor Star) — столиця Кедаху, урядова і королівська резиденція. Місто також є головним комерційним центром штату. До Кедаху відноситься також відомий острів Західної Малайзії — Лангкаві (Langkawi). До складу штату входить декілька округів: Кубанг Пасу, Паданг Терап, Кота Стар, Сік, Ян, Куала Муда, Балінг, Кулім, Бандар Бару і Пенданг.

## Історія
Ще в V столітті купці, що плавали між країнами Сходу і Заходу, заходили в гавань Куала Муда, орієнтуючись на гору Джерай, найвищу вершину Кедаху. Руїни храмів-чанді в долині Буджанг (Lembah Bujang) слугує доказом існування в цих місцях осередку древньої індо-буддійської цивілізації, і, ймовірно, саме тут могли відбуватися перші контакти місцевого населення з індійськими купцями.
В VII — VIII ст. Кедах платив данину імперії Шривіджая. Потім князівство стало васалом тайців і залишалося в такому статусі до XV століття, коли розвиток Малакки спричинив прийняття місцевими державами ісламу. В XVII столітті на Кедах нападали португальські і ачехські завойовники, але в 1821 р. він знову потрапив під владу Сіаму. В 1909 р. тайці передали князівство британцям, і після японської окупації воно перетворилось в один з штатів Малайського Союзу, а потім в 1948 р. — Малайської Федерації.

## Економіка
Кедах і сусідній Перліс забезпечують близько половини внутрішнього попиту на рис. Але Алор Стар, столиця цього все ще переважно сільського штату, в економічному плані вирвалася далеко вперед. Ціла низка нових промислових парків і нові галузі бізнесу штовхають штат вперед — до індустріального розвитку. Важливою статтею доходу став і туризм, чому сприяло перетворення о. Лангкаві в міжнародний туристичний центр.

## Визначні місця штату

#### Долина Буджанг
Долина Буджанг, яка розташована на захід від міста Сунгай Петані, в V столітті була ареною розвитку процвітаючої індуїстсько-буддистської цивілізації. Це королівство торгувало з Індією, Камбоджею та імперією Шривіджая, в 671 р. його відвідав китайський монах І-Цзин. В VII столітті воно стало частиною Шривіджаї, а його архітектура досягла найвищого злету до X століття. На сьогодні розчищено більше 50 площадок з залишками храмів. Сліди цих древніх споруд протягнулися ланцюжком від гори Джерай до Куала Муда на півдні. Першим віднайшов руїни британський археолог Куотріч-Уелс в 1936 р.
На березі річки Буджанг, за 2 км північніше населеного пункту Мербок (Merbok), знаходиться Археологічний музей Лембах Буджанг. В його колекції фрагменти гончарних виробів, яким півтори тисячі років. Крім того, представлено в експозиції китайську порцеляну, зразки різьби по камінню, індійські тризуби та дорогоцінності з Близького Сходу.
Найціннішою знахідкою є храми. В 1977 р. було розчищено два 600-річних чанді. Але найціннішим є Чанді Букіт Бату Пахат, якому 1000 років.

### Алоа Стар

#### Балай Бесар
Знаходиться поруч з центральною площею столиці (падангом), побудований в 1898 р. Балай Бесар досі використовується в придворних церемоніях і урядових заходах. Приміщення, яке слугує для прийомів, прикрашають колони і залізні ковані прикраси в вікторіанському стилі. В тонкій різьбі по дереву прослідковується тайський вплив.

#### Балай Нобат
В башті Балай Нобат зберігаються священні інструменти королівського оркестру-нобат, якими користуються виключно під час коронування, одруження або похорон султана штату. До складу інструментів входить три барабани, гонг і флейта.

#### Королівський музей
Поруч з Балай Бесар знаходиться Королівський музей, в якому раніше був палац султана. В його колекції — регалії королівської родини Кедаху, а також предмети, пов'язані з життям і діяльністю першого прем'єр-міністра Малайзії Абдул Рахмана Путри Аль-Хаджа, кедахського принца.

#### Галерея Балай Сені Негрі
Художня галерея штату знаходиться недалеко від центральної площі в красивому приміщенні колоніальної архітектури. Тут є експозиції з живопису, антикваріат та археологічні знахідки.

#### Мечеть Захір
Навпроти Балай Бесар стоїть мечеть Захір, головна мечеть штату, будівництво якої завершилося в 1912 р. Одна з найстаріших в Малайзії, вона має виражений мавританський вигляд. Мечеть вінчають великий купол і декілька малих, навколо яких знаходяться мінарети.

#### Музей штату
Музей штату Кедах являє собою ще одну споруду, вишуканий дизайн якої відображає архітектурний вплив Таїланду. Він був побудований в 1936 р., і його експозиція розповідає про спадщину штату і історію султанської родини.

#### Будинок д-ра Махатхіра Мохамада
4-й прем'єр-міністр Малайзії д-р Мохамад Махатхір народився в 1925 р. в цьому традиційному дерев'яному будинку під пальмовим дахом, в провулку Лоронг Кіланг Айс (Lorong Kilang Ais), поруч з вулицею Джалан Пегавай (Jalan Pegawai). Усе в будинку збереглося як у часи дитинства колишнього керівника держави. Тут також демонструються і його власні речі.

### Куах

#### Гробниця Махсурі
За 12 км на північний-захід від Куаха поховано Махсурі, героїню відомої місцевої легенди.

#### Галеріа Пердана
Ця виставкова галерея в містечку Кілім (Kilim), близько 10 км від Куаху, демонструє гостям колекцію з більше ніж 2500 подарунків і нагород, які було вручено колишньому прем'єр-міністрові Малайзії д-ру Махатхіру Мохамаду та його дружині. Серед експонатів — вишукані кришталеві, дерев'яні, шкіряні, срібні, мідні, олов'яні, керамічні і скляні вироби. Також представлені музичні інструменти, твори мистецтва і ремесел в стилі мусульманської художньої традиції, зразки текстилю і зброя. В композиції є також автомобілі.

### Виставковий комплекс Ламан Паді
В цьому музеї рису-паді відвідувачі можуть отримати уявлення про велику кількість видів робіт і інвентар, які пов'язані з цією культурою. Для наочності присутні діаграми, фотографії і предмети історичної цінності. До комплексу входять критий сад з рисовими ділянками і фермою, де відвідувачі можуть узяти участь у роботах по догляду за рисом. В ресторані пропонують малайські страви, в тому числі десерти, які приготовлені з рису